# Bryant Park

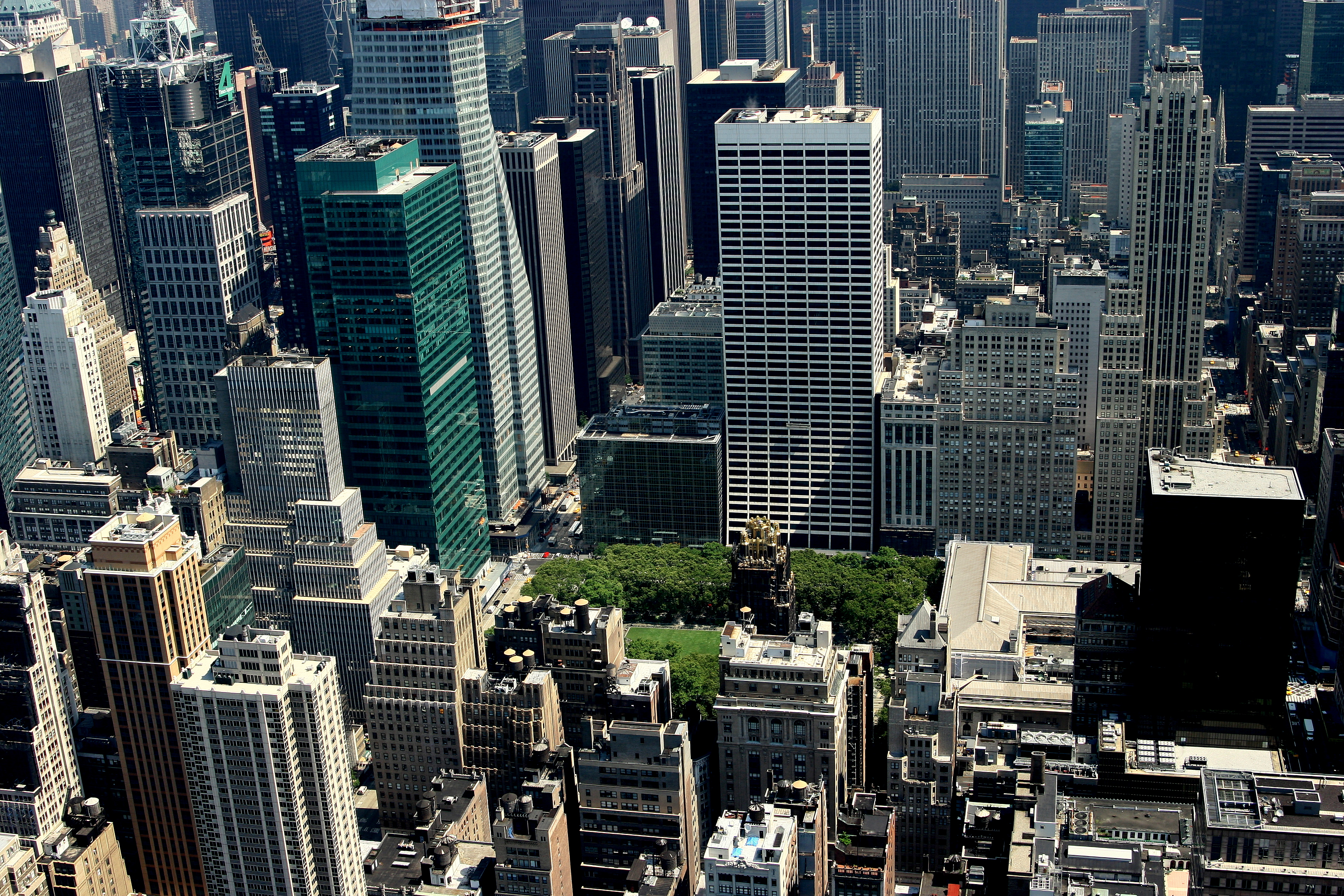
El Bryant Park.

El Bryant Park, con una superficie de 3,9 hectáreas, se encuentra en el corazón del Midtown (Manhattan), el barrio de negocios más importante de la ciudad de Nueva York, en los Estados Unidos. Se trata de un jardín a la francesa rodeado de rascacielos. Dentro del parque se encuentra la New York Public Library.

## Descripción

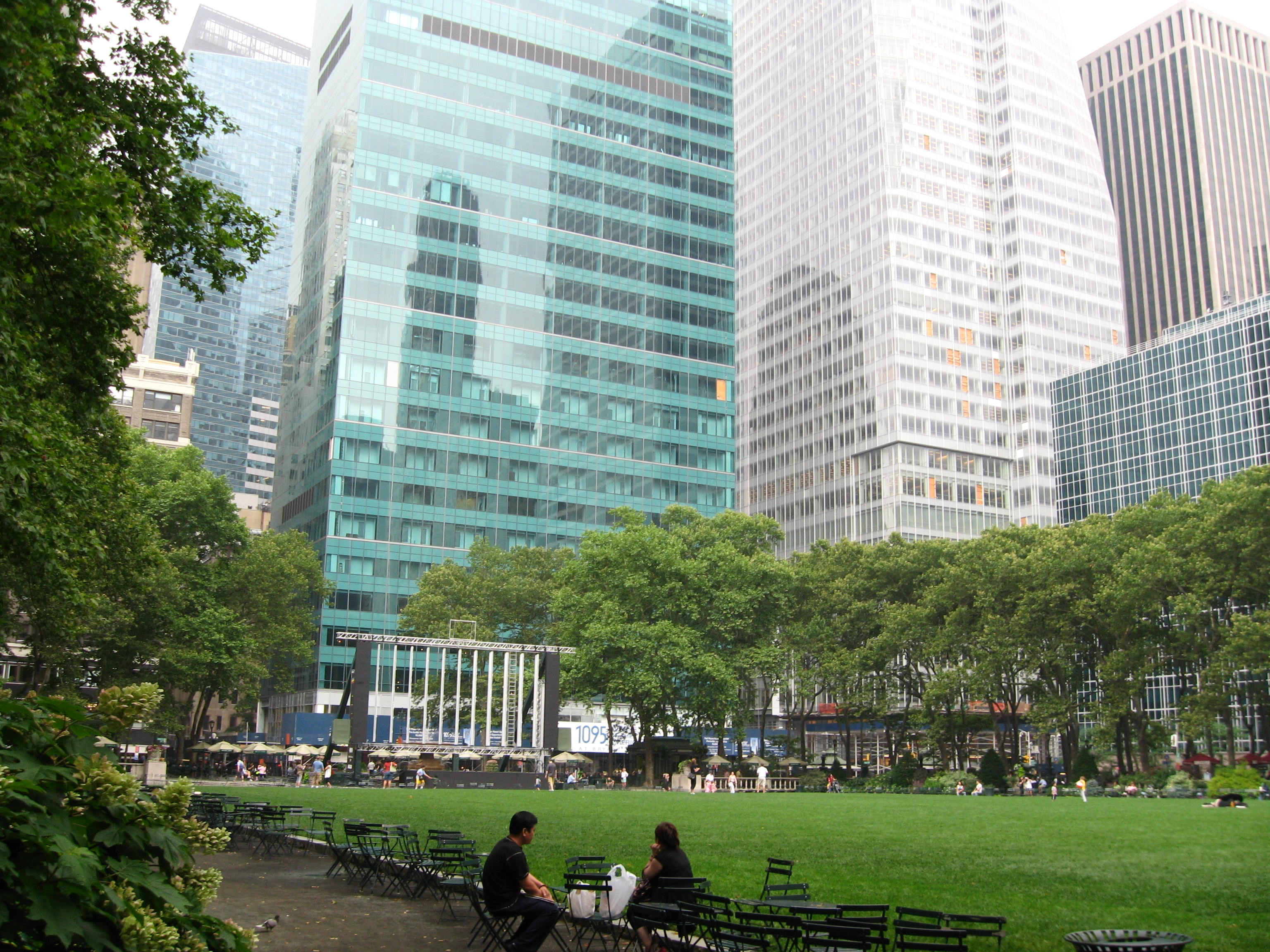
Espacio de hierba con rascacielos de fondo.

El Bryant Park tiene forma rectangular. Ocupa el espacio situado entre las calles 40 y Calle 42 y entre la Quinta Avenida y la Sexta Avenida. Está rodeado por otros edificios, entre los cuales destacan el American Radiator Building, W. R. Grace Building, 500 Fifth Avenue y Bank of America Tower.
Ha sido apodado como el petit luxembourg debido a sus sillas, mesas y su carrousel.

## Historia
El parque abrió en 1843 con el nombre de Reservoir Park, en referencia a la reserva de Croton Distributing Reservoir que se encontraba allí. En 1853, por primera vez se realizó la primera exposición universal americana, se construyó un Crystal Palace inspirado en el Londres, que fue destruido por un incendio cinco años más tarde. En 1878, una línea de metro aéreo se construyó sobre el parque y estuvo allí durante sesenta años. El parque cambió de nombre en 1884 en homenaje al poeta y periodista William Cullen Bryant. En 1899, la reserva Croton fue destruida y fue reemplazada por la New York Public Library. En 1912 se construyó la Josephine Shaw Lowell Memorial Fountain, concebida por Charles Adams Platt. Era el primer memorial público de la ciudad de Nueva York consagrado a una mujer. En 1930, el jardín fue rediseñado bajo la dirección de Robert Moses.
Era un pozo de traficantes, cuando la ciudad en 1989 decidió renovarlo. El nuevo Bryant Park fue reinaugurado en 1992, teniendo un éxito instantáneo. El parque constituyó un lugar de distensión y descanso para los neoyorquinos.
En 2002 el Bryant Park fue el primer wireless park de la ciudad, permitiendo el acceso libre a Internet por Wi-Fi. A comienzos de abril de 2006 tuvo lugar la reapertura de los baños públicos del Bryant Park (Edificio classificado de más de 95 años).

## Acontecimientos
- En el mes de junio: el Bryant Park Film Festival.
- La segunda semana de septiembre: la Semana de la Moda de Nueva York.
- Final de octubre: una parte del Bryant Park se convierte en una pista de patinaje.
- Diciembre: lugar de un mercado de Navidad.